# Lemming
 Denne artikel omhandler gnaveren lemming (Lemmus lemmus). Opslagsordet har også en anden betydning, se Lemming (flertydig).
Lemmingen (latin: Lemmus lemmus, norsk: lemen, svensk: fjällämmel) er en gnaver, som er udbredt i kolde og arktiske områder, som på Kolahalvøen og i Skandinaviens høje bjerge. 
Lemmingen er kendt for sine periodiske populationssvingninger. Hvert 3-4. år er der mange flere lemminger end i de øvrige år.
Den pludselige optræden af store flokke af lemminger blev omkring 1600 forklaret ved, at disse dyr ikke formerer sig på sædvanlig måde, men "avles" i skyerne og falder ned fra himmelen. Det blev Ole Worms fortjeneste at modbevise denne teori.
På Grønland er der siden årtusindskiftet konstateret et stort fald i bestanden af lemminger, hvilket har haft katastrofale følger for rovdyrene i fødekæden.
En moderne myte har hævdet, at lemminger begår masseselvmord ved at kaste sig i havet, når de når frem til det. Det passer ikke, men det er rigtigt, at lemminger tager af sted i samlet flok, hvor de kan være så mange, at man får indtryk af, at selve landskabet bevæger sig. I den myldrende flok omkommer nogle, når de skubbes ud fra skrænter af andre individer, eller de drukner under krydsning af vandløb. Myten skyldes Walt Disney Company, der i 1958 indspillede filmen White Wilderness i Alberta.  I Alberta er lemminger sjældne, så filmskaberne tog til Manitoba, hvor de købte et dusin dyr af inuitbørn. Ved krydsklipning af filmen fik de den lille flok til at se ud som en hel lemminghær på vandring. Videre ville filmskaberne gerne dokumentere lemmingens påstående dødsdrift, så zoologen James R. Simon gav dyrene hjælp under optagelserne ved at skubbe dem ud fra en skrænt.
Lemmingfamilien består af 16 forskellige arter på 7-15 cm med en stump hale og små ører, som forsvinder i deres store bløde pels. De er vegetarer og spiller en stor rolle som naturlig fødekilde for rovdyr.  De vejer ca 30 gram og lever i op til et år men kan alligevel nå at få op til 8 kuld med op til 6 unger. Hunnerne er drægtige i 3 uger, og ungerne bliver født nøgne og kan først se noget efter 10 dage. Efter 3 uger kan de klare sig selv. 